# Frullania vanderhammenii
Frullania vanderhammenii là một loài Rêu trong họ Jubulaceae. Loài này được Haarbrink mô tả khoa học đầu tiên năm 1981.